# 代码库
在软件开发中，代码库（英語：或）是用于构建特定软件系统、应用程序或软件组件一组的源代码。
通常，代码库仅包含人工编写的源代码文件；代码库通常不包含由工具生成的源代码文件或二进制文件（目标文件），因为它们可以从人工编写的源代码构建生成，没有必要加入代码库。但是，代码库通常包括配置文件和属性文件，因为这些文件是构建时所必不可少的数据。 
代码库通常存储在版本控制系统中的仓库（repository）中。对于较小的项目，可以将其保存为一组简单的文件（甚至连Linux内核都通过这种形式维护了很多年）。仓库是一个公共或私有的保存大量源代码的地方。大多数仓库会用作备份、版本控制，在多人开发的项目中会帮助处理各种代码版本问题，如：开发者同时修改源码导致的冲突。现今，流行使用Subversion，git和Mercurial等工具构建仓库（repository）并处理上述的事情，在开源项目十分流行。